# Aydın Yılmaz
Aydın Yılmaz (ur. 29 stycznia 1988 w Stambule) – turecki piłkarz występujący na pozycji pomocnika. Młodzieżowy reprezentant Turcji

## Kariera klubowa
Aydın zawodową karierę rozpoczynał w klubie Galatasaray SK. W pierwszej lidze tureckiej zadebiutował 22 stycznia 2006 w wygranym 1:0 spotkaniu z Konyasporem. W tamtym meczu także gola. W sezonie 2005/2006 rozegrał 12 ligowych spotkań i zdobył jedną bramkę, a także został z klubem mistrzem Turcji. W następnym sezonie zagrał w trzech ligowych meczach. Od września 2007 do grudnia 2007 przebywał na wypożyczeniu w Vestelu Manisaspor również grającym w ekstraklasie. Nie rozegrał tam jednak żadnego spotkania. W styczniu 2008 wypożyczono go do innego pierwszoligowca, İstanbulu BB. Grał tam do końca sezonu 2007/2008. W tym czasie zagrał tam w siedmiu spotkaniach. W sezonie 2008/2009 nadal pełnił rolę rezerwowego Galatasaray (15 meczów, 1 gol).

## Kariera reprezentacyjna
W młodzieżowych reprezentacjach Turcji Aydın rozegrał łącznie dotychczas 48 spotkań i zdobył 11 bramek (stan na lipiec 2009). Obecnie jest podstawowym graczem reprezentacji U-21. W październiku 2008 otrzymał powołanie do seniorskiej kadry Turcji, jednak nie zdołał wówczas zadebiutować w jej barwach.